# Pennant-Stummelaffe
Der Pennant-Stummelaffe (Piliocolobus pennantii) ist eine Primatenart aus der Gruppe der Stummelaffen, der auf der äquatorialguineischen Insel Bioko endemisch ist und vor allem im Südwesten der Insel lebt.

## Merkmale
Pennant-Stummelaffen erreichen eine Kopfrumpflänge von etwa 63 Zentimetern, der Schwanz ist mit 60 bis 66 Zentimetern wie bei allen Stummelaffen relativ lang. Das Gewicht variiert zwischen 5,8 und 9 Kilogramm, wobei Männchen schwerer werden als Weibchen. Der Pennant-Stummelaffe ist damit eine relativ große Art der Roten Stummelaffen, sein Schwanz ist aber verhältnismäßig kurz. Wie bei allen Stummelaffen ist der Körper schlank gebaut und der Daumen reduziert. Die Fellfärbung ist variabel, generell ist die Oberseite von Kopf und Rücken rötlich-schwarz oder völlig schwarz, die Körperseiten sind auffallend rot und die Bauchseite ist hell rötlichweiß oder reinweiß. Hände und Füße sind schwarz. Der Schwanz ist auf der Oberseite schwarz und auf der Unterseite dunkelrot. Wangen und Backenbart sind weiß. Oberhalb der Ohren sitzen auffällige schwarze Haarwirbel. Der Schädel ist schmal und die Zähne sind relativ klein. Die nackte Gesichtshaut ist schwärzlich.

## Lebensraum und Lebensweise

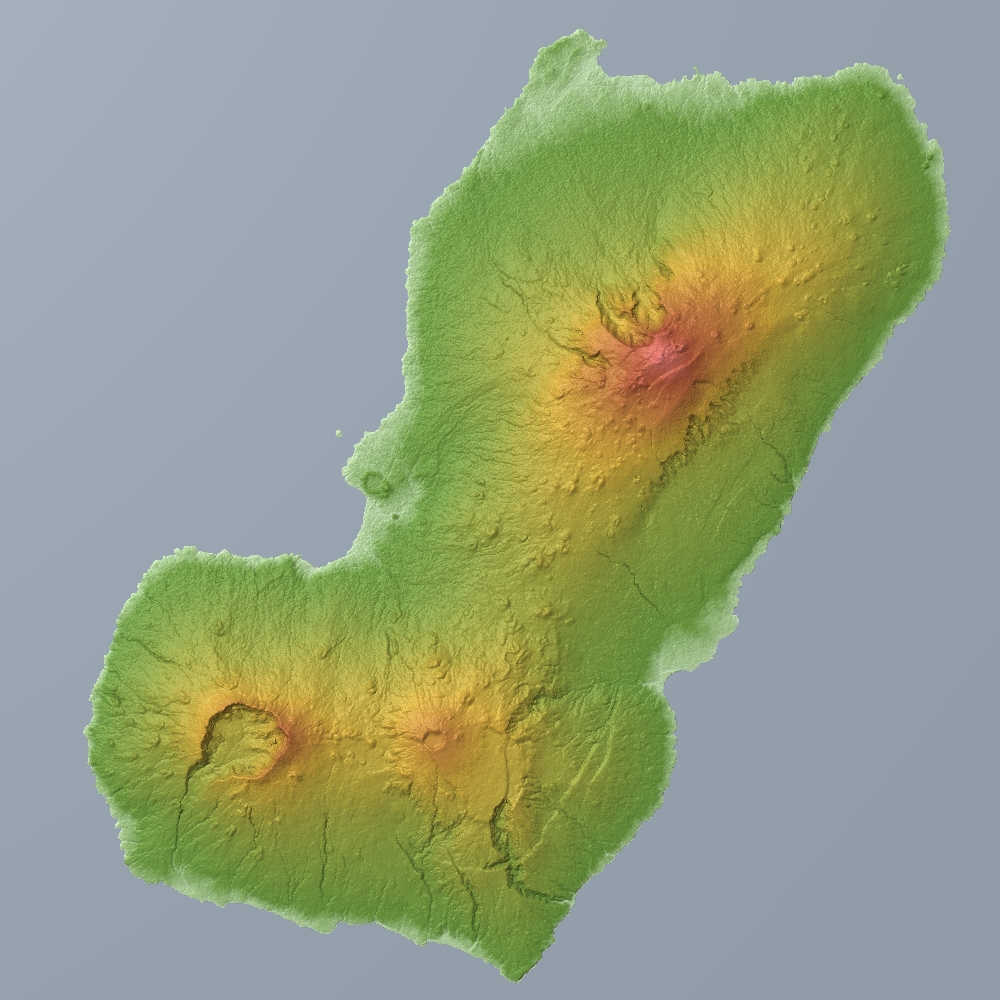
Die Insel Bioko, Heimat des Pennant-Stummelaffen

Der Pennant-Stummelaffe kommt in Tiefland- und Bergregenwäldern von Meeresspiegelhöhe bis in Höhen von 1500, möglicherweise auch bis in Höhen von 1800 Metern vor. Sein Verbreitungsgebiet ist durch ein außerordentlich feuchtes Klima geprägt. Im Süden der Insel Bioko, wo die meisten Tiere leben, können bis zu 10.000 Liter Regen im Jahr auf einen Quadratmeter niedergehen. Über die Lebensweise des Pennant-Stummelaffen ist wenig bekannt, da die Tiere niemals in freier Wildbahn wissenschaftlich untersucht wurden, vermutlich stimmt sie mit der der übrigen Roten Stummelaffen überein. Demzufolge sind diese Tiere tagaktive Baumbewohner, die sich von Blättern, Blüten, Knospen, Früchten und möglicherweise auch von Samen ernähren. Wie alle Stummelaffen haben sie einen mehrkammerigen Magen. Sie leben in Gruppen von 5 bis 30 Tieren, die sich aus einem bis drei ausgewachsenen Männchen, vielen Weibchen und den dazugehörigen Jungtieren zusammensetzen.

## Bedrohung
Der Pennant-Stummelaffe zählt zu den bedrohten Arten. Die Ursachen dafür liegen in der fortschreitenden Zerstörung des Lebensraumes, hinzu kommt die Bejagung wegen ihres Fleisches und Felles. Die IUCN listet die Art als stark gefährdet (endangered).

## Systematik
Der Pennant-Stummelaffe wurde im Jahr 1838 durch den britischen Zoologen George Robert Waterhouse unter der wissenschaftlichen Bezeichnung Colobus pennantii erstmals wissenschaftlich beschrieben. Ursprünglich wurden der Bouvier-Stummelaffe, der in der Republik Kongo in der Region von Sangha und Likouala vorkommt, und der Nigerdelta-Stummelaffe, der im Nigerdelta in Nigeria lebt, als Unterarten dem Pennant-Stummelaffe zugerechnet. Beide erhielt jedoch 2007 durch den britisch-australischen Mammalogen Colin Groves den Rang eigenständiger Arten
Die Art ist nach dem walisischen Naturforscher Thomas Pennant benannt.